# Lääne-Saare
Lääne-Saare era un comune rurale nella contea di Saaremaa in Estonia.
È stato istituito nel 2013 mediante la fusione dei comuni di Kaarma, Kärla e Lümanda.
È stato soppresso nel 2017 a causa della fusione di tutti i comuni dell'isola nel comune di Saaremaa.